# SEAT Concepto T
SEAT Concepto T – sportowy samochód koncepcyjny o nadwoziu coupe zaprezentowany podczas Międzynarodowego Salonu Samochodowego w Paryżu w 1992 roku. Auto powstało na bazie pierwszej generacji Toledo.